# Hełm Mk. 6

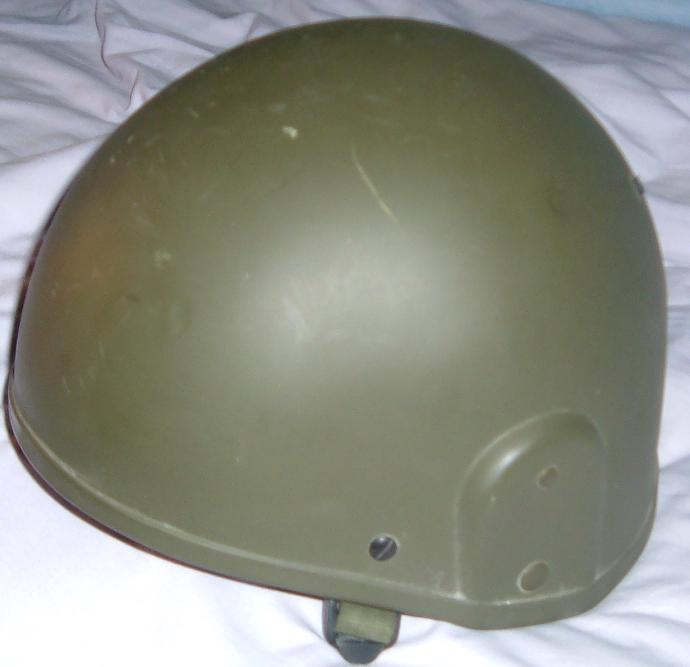
Hełm Mk.6 bez pokrowca maskującego

Hełm Mk. 6 – współczesny hełm używany przez British Army, RAF, Royal Marines oraz częściowo w Royal Navy.
Nowy hełm zastąpił starszy Mk. 5 w roku 1987. Hełm jest fabrycznie malowany na ciemnozielony kolor i jest wykonany z nylonu balistycznego. Kształt jego czerepu został zaprojektowany, tak aby współpracował z ochraniaczami uszu, z zestawami radiowymi oraz maskami przeciwgazowymi. Hełm posiada także 3-punktowe zawieszenie.
Hełm jest krytykowany za zbyt dużą wagę w porównaniu do słabej ochrony (chroni tylko przed odłamkami i rykoszetami). Współcześnie jest powoli zastępowany hełmem MK. 7.

## Mk. 6A
W roku 2005 wprowadzono nowy hełm Mk.6A. Jest on wydawany głównie żołnierzom stacjonującym w Afganistanie. Jest to ulepszona wersja Mk.6. Zwiększony został poziom ochrony przed odłamkami oraz zastosowanie wygodniejszego w użytkowaniu wkładu. Zwiększyła się też nieznacznie waga.
Producentem hełmów Mk.6 i Mk.6A jest firma NP Aerospace.